# Chodsigoa salenskii
Chodsigoa salenskii là một loài động vật có vú trong họ Chuột chù, bộ Soricomorpha. Loài này được Kastschenko mô tả năm 1907.